# Coppa Italia 1939-1940
La Coppa Italia 1939-1940 fu la 7ª edizione della manifestazione calcistica. Iniziò il 3 settembre 1939 e si concluse il 16 giugno 1940.
La manifestazione, basata sull'ormai collaudata formula ispirata alla Coppa d'Inghilterra, vide trionfare per la prima volta la Fiorentina. I viola godettero del vantaggio di giocare la finale contro il Genova 1893 in casa propria, ma meritarono assolutamente la vittoria della coppa grazie al loro lodevole cammino che li aveva visti eliminare nettamente tre squadre di assoluta levatura quali il Milano, la Lazio e la Juventus. Da sottolineare in questa edizione il sorprendente cammino della provinciale Macerata che arriva a giocare gli ottavi contro la Lazio.

## Squadre partecipanti
Di seguito l'elenco delle squadre partecipanti, ossia tutti i membri del Direttorio Divisioni Superiori.

### Serie A
| - Ambrosiana-Inter - Bari - Bologna - Fiorentina | - Genova 1893 - Juventus - Lazio - Liguria | - Milano - Modena - Napoli - Novara | - Roma - Torino - Triestina - Venezia |

### Serie B
| - Alessandria - Anconitana-Bianchi - Atalanta - Brescia - Catania | - Fanfulla - Livorno - Lucchese - Molinella - Padova | - Palermo - Pisa - Pro Vercelli - Sanremese | - Siena - Udinese - Verona - Vigevano |

### Serie C
| - Acqui - Agrigento - Alba Roma - Albenga - Alfa Romeo - Fano - Ampelea - Andrea Doria - Aquila - Montevarchi - Arezzo - Ardens - Armando Diaz - Ascoli - Asti - Audace SME - Baracca Lugo - Baratta Battipaglia - Biellese - Borzacchini Terni - Brindisi - Cagliari - CRDA Monfalcone - Cantù - Caratese - Carpi - Carrarese - Casale - Casalini - Castrum - Cecina | - Civitavecchiese - Codogno - Como - Cosenza - Crema - Cremonese - Cuneo - Omegna - Dinasimaz Popoli - Entella - Falck - Ferrara - Fiumana - Foggia - Foligno - Forlì - Forlimpopoli - Gallaratese - Gerli - Grion Pola - Giovinezza Sacile - Grosseto - Gubbio - Ilva Bagnolese - Italo Gambacciani - Jesi - Juventus Domo - Juventus Siderno - Lecco - Legnano - Littorio Rivarolo | - Macerata - Manfredonia - Manlio Cavagnaro - Mantova - Marzotto Valdagno - MATER - Messina - Mestre - Molfetta - Monza - GIL Olbia - Orbetello - Parma - Pavese Luigi Belli - Pescara - Piacenza - Pinerolo - Pirelli - Pistoiese - Pontedera - Ponziana - Pordenone - Potenza - Prato - Pro Gorizia - Pro Italia - Pro Lecce - Pro Patria - Pro Ponte - Ravenna | - Redaelli - Reggiana - Rimini - Rovigo - Salernitana - Sambenedettese - Sandonatese - San Giovanni Valdarno - Saviglianese - Savoia - Savona - Schio - Seregno - Le Signe - Siracusa - Sora - Spezia - Stabia - Supertessile Rieti - Taranto - Teramo - Tiferno - Tigullia - Trento - Treviso - Vado - Valpolcevera - Varese - Vicenza - Vis Pesaro |

## Date
| Fase        | Turno                  | Andata                                                        |
| ----------- | ---------------------- | ------------------------------------------------------------- |
| Preliminari | Qualificazioni Serie C | 3 settembre 1939                                              |
| Preliminari | 1º turno               | 10 settembre 1939                                             |
| Preliminari | Qualificazioni Serie B | 10 settembre 1939                                             |
| Preliminari | 2º turno               | 19 - 21 settembre 1939                                        |
| Preliminari | 3º turno               | 12 novembre 1939                                              |
| Fase Finale | Sedicesimi             | 24 dicembre 1939                                              |
| Fase Finale | Ottavi                 | 7 aprile 1940                                                 |
| Fase Finale | Quarti                 | 28 aprile 1940                                                |
| Fase Finale | Semifinali             | 9 giugno 1940                                                 |
| Fase Finale | Finale                 | 16 giugno 1940 Firenze (Stadio Giovanni Berta) per sorteggio. |

## Calendario

### Qualificazioni
A questa fase presero parte 116 delle 122 squadre di Serie C. Juventus Siderno, Manfredonia, Valpolcevera e Pistoiese furono ammesse automaticamente al turno successivo in seguito a un sorteggio, mentre il Cagliari e il GIL Terranova ebbero un lasciapassare visti i costi di trasferta dalla Sardegna. Il Treviso fu esentato da questo turno in quanto abbinato con la Giovinezza Sacile che sospese ogni attività prima dell'inizio della stagione. I turni di Serie C vennero impostati su griglie geografiche come l'anno precedente.
| Squadra 1           | Risultato       | Squadra 2                  |
| ------------------- | --------------- | -------------------------- |
| 3 settembre 1939    |                 |                            |
| Fiumana             | 6 – 0           | Ampelea                    |
| Ponziana            | 5 – 0           | Grion Pola                 |
| Sandonatese         | 4 – 1           | Pordenone                  |
| Pro Gorizia         | 3 – 4 (dts)     | CRDA Monfalcone            |
| Schio               | 4 – 4 (dts)     | Marzotto Valdagno          |
| Vicenza             | 4 – 0           | Mestre                     |
| Trento              | 1 – 1 (dts)     | Audace San Michele         |
| Mantova             | 2 – 1           | Rovigo                     |
| Casalini            | 2 – 1           | Pirelli Milano             |
| Parma               | 5 – 1           | Pavese Luigi Belli         |
| Piacenza            | 0 – 2 (tav.) ** | Cremonese                  |
| Reggiana            | 2 – 0           | Redaelli                   |
| Crema               | 4 – 1           | Falck                      |
| Monza               | 2 – 1           | Pro Ponte                  |
| Como                | 3 – 2           | Seregno                    |
| Varese              | 3 – 0           | Lecco                      |
| Ardens Bergamo      | 1 – 5           | Alfa Romeo                 |
| Cantù               | 2 – 1           | Codogno                    |
| Caratese            | 2 – 1           | Gerli Cusano Milanino      |
| Pro Patria          | 2 – 3           | Legnano                    |
| Gallaratese         | 1 – 4           | Cusiana                    |
| Biellese            | 5 – 0           | Juventus Domo              |
| Asti                | 1 – 1 (dts)     | Casale                     |
| Saviglianese        | 5 – 3           | Pinerolo                   |
| Savona              | 3 – 1           | Cuneo                      |
| Acqui *             | 2 – 0 (tav.)    | Vado                       |
| Manlio Cavagnaro    | 6 – 0           | Tigullia                   |
| Albenga             | 1 – 2           | Andrea Doria               |
| Pontedera           | 2 – 1           | Spezia                     |
| Entella             | 4 – 2           | Littorio Rivarolo          |
| Carrarese           | 2 – 1           | Italo Gambacciani Empoli   |
| Prato               | 4 – 1           | Signe                      |
| Grosseto            | 1 – 2           | Cecina                     |
| Arezzo              | 1 – 3           | San Giovanni Valdarno      |
| Montevarchi         | 5 – 0           | Tiferno                    |
| Ravenna             | 6 – 1           | Baracca Lugo               |
| Forlì               | 0 – 3           | Carpi                      |
| Rimini              | 3 – 0           | Vis Pesaro                 |
| Ferrara             | 6 – 0           | Forlimpopoli               |
| Borzacchini Terni * | 2 – 0 (tav.)    | Jesi                       |
| Aeronautica Umbra   | 3 – 1           | Gubbio                     |
| Fano Alma Juventus  | 3 – 0           | Ascoli                     |
| Sambenedettese      | 0 – 3           | Macerata                   |
| Orbetello           | 2 – 7           | MATER                      |
| Aquila              | 0 – 1           | Supertessile Rieti         |
| Pescara             | 4 – 0           | Castrum Giulianova         |
| Dinasimaz Popoli    | 3 – 1           | Interamnia Teramo          |
| Savoia              | 5 – 0           | Alba Motor                 |
| Civitavecchiese     | 2 – 1           | Ilva Bagnolese             |
| Stabia              | 2 – 1           | Sora                       |
| Baratta Battipaglia | 1 – 0           | Potenza                    |
| Taranto             | 1 – 4           | Salernitana                |
| Molfetta            | 0 – 2 (tav.)    | Armando Diaz Bisceglie *** |
| Lecce               | 1 – 1 (dts)     | Pro Italia Taranto         |
| Brindisi            | 5 – 1           | Foggia                     |
| AC Messina          | 4 – 1           | Cosenza                    |
| Siracusa            | 1 – 1 (dts)     | Agrigento                  |
| 7 settembre 1939    |                 |                            |
| Marzotto Valdagno   | 4 – 3           | Schio                      |
| Audace San Michele  | 2 – 0           | Trento                     |
| Casale *            | 2 – 0 (tav.)    | Asti                       |
| Pro Italia Taranto  | 2 – 1           | Lecce                      |
| Agrigento           | 0 – 0 (dts)     | Siracusa ****              |

* La squadra passa per forfait della squadra avversaria.
** Risultato deciso a tavolino per posizione irregolare di un calciatore del Piacenza. L'incontro sul campo era terminato 1-2 dopo i tempi supplementari.
*** Risultato deciso a tavolino per posizione irregolare di un calciatore del Molfetta. L'incontro sul campo era terminato 3-0.
**** Qualificata per sorteggio.

### Primo turno eliminatorio
| Squadra 1                            | Risultato    | Squadra 2              |
| ------------------------------------ | ------------ | ---------------------- |
| 10 settembre 1939                    |              |                        |
| Fiumana                              | 4 – 0        | Ponziana               |
| C.R.D.A. Monfalcone                  | 2 – 2 (dts)  | Sandonatese            |
| Treviso                              | 3 – 2        | Marzotto Valdagno      |
| Vicenza                              | 2 – 1        | Audace San Michele     |
| Mantova (1911-1956)                  | 4 – 3 (dts)  | Casalini               |
| Parma                                | 1 – 0 (dts)  | Cremonese              |
| Reggiana                             | 3 – 2 (dts)  | Crema                  |
| Monza                                | 2 – 1        | Como                   |
| Varese                               | 0 – 0 (dts)  | Alfa Romeo             |
| Caratese                             | 2 – 2 (dts)  | Cantù                  |
| Legnano                              | 4 – 1        | Cusiana                |
| Biellese                             | 2 – 0        | Casale                 |
| Savona                               | 5 – 0        | Saviglianese           |
| Manlio Cavagnaro                     | 3 – 2        | Acqui                  |
| Valpolcevera                         | 2 – 0        | Andrea Doria           |
| Pistoiese                            | 0 – 1        | Pontedera              |
| Entella                              | 4 – 0        | Carrarese              |
| Prato                                | 8 – 0        | Cecina                 |
| San Giovanni Valdarno                | 2 – 0 (dts)  | Montevarchi            |
| Carpi                                | 3 – 2        | Ravenna                |
| Ferrara                              | 2 – 3 (dts)  | Libertas Rimini        |
| Borzacchini Terni                    | 2 – 0        | Aeronautica Umbra S.A. |
| Macerata                             | 1 – 0        | Fano Alma Juventus     |
| Supertessile Rieti                   | 0 – 3        | MATER                  |
| Pescara                              | 2 – 1 (dts)  | Dinasimaz Popoli       |
| Savoia                               | 1 – 0        | Civitavecchiese        |
| Stabia (1933-1953)                   | 3 – 2        | Baratta Battipaglia    |
| Salernitana (1919-1922, 1929-1943) * | 2 – 0 (tav.) | Juventus Siderno       |
| Armando Diaz Bisceglie               | 4 – 0        | Manfredonia            |
| Brindisi                             | 0 – 0 (dts)  | Pro Italia Taranto     |
| Messina                              | 0 – 1        | Siracusa               |
| Cagliari                             | 9 – 0        | GIL Terranova          |
| 14 settembre 1939                    |              |                        |
| Sandonatese                          | 2 – 1        | C.R.D.A. Monfalcone    |
| Alfa Romeo                           | 0 – 1        | Varese                 |
| Cantù                                | 1 – 0        | Caratese               |
| Pro Italia Taranto                   | 2 – 1        | Brindisi               |

* La squadra passa per forfait della squadra avversaria.

### Qualificazioni squadre di Serie B
In questa fase quattro squadre di Serie B furono sorteggiate per effettuare un turno di qualificazione.
| Squadra 1         | Risultato | Squadra 2 |
| ----------------- | --------- | --------- |
| 10 settembre 1939 |           |           |
| Atalanta          | 4 – 2     | Udinese   |
| Padova            | 0 – 1     | Brescia   |

### Secondo turno eliminatorio
| Squadra 1           | Risultato    | Squadra 2                          |
| ------------------- | ------------ | ---------------------------------- |
| 17 settembre 1939   |              |                                    |
| Fiumana             | 4 – 0        | Sandonatese                        |
| Vicenza             | 5 – 1        | Treviso                            |
| Reggiana            | 2 – 1        | Mantova (1911-1956)                |
| Parma               | 0 – 1 (dts)  | Varese                             |
| Legnano             | 2 – 3        | Monza                              |
| Biellese            | 3 – 1        | Cantù                              |
| Entella             | 1 – 2        | Manlio Cavagnaro                   |
| Savona              | 2 – 0        | Valpolcevera                       |
| Pontedera           | 1 – 0        | Prato                              |
| Libertas Rimini     | 1 – 3 (dts)  | Carpi                              |
| Borzacchini Terni * | 2 – 0 (tav.) | Cagliari                           |
| Pescara             | 2 – 2 (dts)  | Macerata                           |
| Savoia              | 2 – 1 (dts)  | Salernitana (1919-1922, 1929-1943) |
| Stabia (1933-1953)  | 1 – 2        | Siracusa                           |
| 18 settembre 1939   |              |                                    |
| Pro Italia Taranto  | 1 – 2        | Armando Diaz Bisceglie             |
| 21 settembre 1939   |              |                                    |
| MATER               | 4 – 1        | San Giovanni Valdarno              |
| Macerata            | 6 – 0        | Pescara                            |

* La squadra passa per forfait della squadra avversaria.

### Terzo turno eliminatorio
| Squadra 1          | Risultato   | Squadra 2              |
| ------------------ | ----------- | ---------------------- |
| 12 novembre 1939   |             |                        |
| Fiumana            | 1 – 0       | Verona                 |
| Vicenza            | 4 – 2 (dts) | Monza                  |
| Reggiana           | 4 – 0       | Vigevano (1935-1945)   |
| Atalanta           | 3 – 3 (dts) | Brescia                |
| Biellese           | 5 – 4       | Pro Vercelli           |
| Manlio Cavagnaro   | 2 – 1       | Sanremese              |
| Savona             | 1 – 0       | Alessandria            |
| Carpi              | 1 – 1 (dts) | Pontedera              |
| Lucchese Libertas  | 0 – 1       | Livorno                |
| Catania            | 5 – 2       | MATER                  |
| Borzacchini Terni  | 0 – 1       | Siena                  |
| Macerata           | 1 – 0 (dts) | Pisa                   |
| Anconitana-Bianchi | 2 – 2 (dts) | Molinella              |
| Savoia             | 2 – 1       | Armando Diaz Bisceglie |
| Siracusa           | 1 – 0       | Palermo                |
| 26 novembre 1939   |             |                        |
| Varese             | 4 – 1 *     | Fanfulla               |
| Brescia            | 4 – 0       | Atalanta               |
| Pontedera          | 1 – 0       | Carpi                  |
| Molinella          | 0 – 1       | Anconitana-Bianchi     |

* L'incontro previsto per il 12 novembre 1939 non fu disputato a causa della nebbia.

## Tabellone torneo (dai sedicesimi)
|  | Sedicesimi di finale | Sedicesimi di finale | Sedicesimi di finale |  |  | Ottavi di finale | Ottavi di finale | Ottavi di finale |             |   | Quarti di finale | Quarti di finale | Quarti di finale |          |   | Semifinali | Semifinali | Semifinali  |             |   | Finale | Finale | Finale |  |
|  |                      |                      |                      |  |  |                  |                  |                  |             |   |                  |                  |                  |          |   |            |            |             |             |   |        |        |        |  |
|  | Novara               | Novara               | 0                    |  |  |                  |                  |                  |             |   |                  |                  |                  |          |   |            |            |             |             |   |        |        |        |  |
|  | Milano               | Milano               | 2                    |  |  | Milano (1)       | Milano (1)       | 0                |             |   |                  |                  |                  |          |   |            |            |             |             |   |        |        |        |  |
|  | Fiorentina           | Fiorentina           | 7                    |  |  | Fiorentina (1)   | Fiorentina (1)   | 5                |             |   |                  |                  |                  |          |   |            |            |             |             |   |        |        |        |  |
|  | Manlio Cavagnaro     | Manlio Cavagnaro     | 1                    |  |  |                  |                  |                  |             |   | Fiorentina       | Fiorentina       | 4                |          |   |            |            |             |             |   |        |        |        |  |
|  | Triestina            | Triestina            | 1                    |  |  |                  |                  | Lazio            | Lazio       | 1 |                  |                  |                  |          |   |            |            |             |             |   |        |        |        |  |
|  | Lazio                | Lazio                | 2                    |  |  | Lazio            | Lazio            | 2                |             |   |                  |                  |                  |          |   |            |            |             |             |   |        |        |        |  |
|  | Macerata             | Macerata             | 3                    |  |  | Macerata         | Macerata         | 0                |             |   |                  |                  |                  |          |   |            |            |             |             |   |        |        |        |  |
|  | Vicenza              | Vicenza              | 2                    |  |  |                  |                  |                  |             |   | Fiorentina       | Fiorentina       | 3                |          |   |            |            |             |             |   |        |        |        |  |
|  | Biellese             | Biellese             | 0                    |  |  |                  |                  |                  |             |   |                  |                  | Juventus         | Juventus | 0 |            |            |             |             |   |        |        |        |  |
|  | Juventus             | Juventus             | 3                    |  |  | Juventus         | Juventus         | 3                |             |   |                  |                  |                  |          |   |            |            |             |             |   |        |        |        |  |
|  | Roma                 | Roma                 | 6                    |  |  | Roma             | Roma             | 1                |             |   |                  |                  |                  |          |   |            |            |             |             |   |        |        |        |  |
|  | Pontedera            | Pontedera            | 1                    |  |  |                  |                  |                  |             |   | Juventus         | Juventus         | 3                |          |   |            |            |             |             |   |        |        |        |  |
|  | Brescia              | Brescia              | 2                    |  |  |                  |                  | Brescia          | Brescia     | 0 |                  |                  |                  |          |   |            |            |             |             |   |        |        |        |  |
|  | Siracusa             | Siracusa             | 1                    |  |  | Brescia          | Brescia          | 3                |             |   |                  |                  |                  |          |   |            |            |             |             |   |        |        |        |  |
|  | Ambrosiana-Inter     | Ambrosiana-Inter     | 1                    |  |  | Torino           | Torino           | 1                |             |   |                  |                  |                  |          |   |            |            |             |             |   |        |        |        |  |
|  | Torino               | Torino               | 2                    |  |  |                  |                  |                  |             |   | Fiorentina       | Fiorentina       | 1                |          |   |            |            |             |             |   |        |        |        |  |
|  | Anconitana-Bianchi   | Anconitana-Bianchi   | 1                    |  |  |                  |                  |                  |             |   |                  |                  |                  |          |   |            |            | Genova 1893 | Genova 1893 | 0 |        |        |        |  |
|  | Modena               | Modena               | 3                    |  |  | Modena           | Modena           | 3                |             |   |                  |                  |                  |          |   |            |            |             |             |   |        |        |        |  |
|  | Venezia              | Venezia              | 2                    |  |  | Venezia          | Venezia          | 1                |             |   |                  |                  |                  |          |   |            |            |             |             |   |        |        |        |  |
|  | Varese               | Varese               | 1                    |  |  |                  |                  |                  |             |   | Modena           | Modena           | 1                |          |   |            |            |             |             |   |        |        |        |  |
|  | Savoia               | Savoia               | 1                    |  |  |                  |                  | Genova 1893      | Genova 1893 | 2 |                  |                  |                  |          |   |            |            |             |             |   |        |        |        |  |
|  | Napoli               | Napoli               | 3                    |  |  | Napoli           | Napoli           | 0                |             |   |                  |                  |                  |          |   |            |            |             |             |   |        |        |        |  |
|  | Reggiana             | Reggiana             | 1                    |  |  | Genova 1893      | Genova 1893      | 1                |             |   |                  |                  |                  |          |   |            |            |             |             |   |        |        |        |  |
|  | Genova 1893          | Genova 1893          | 2                    |  |  |                  |                  |                  |             |   | Genova 1893      | Genova 1893      | 2                |          |   |            |            |             |             |   |        |        |        |  |
|  | Siena                | Siena                | 5                    |  |  |                  |                  |                  |             |   |                  |                  | Bari             | Bari     | 0 |            |            |             |             |   |        |        |        |  |
|  | Savona               | Savona               | 3                    |  |  | Siena            | Siena            | 0                |             |   |                  |                  |                  |          |   |            |            |             |             |   |        |        |        |  |
|  | Bari                 | Bari                 | 2                    |  |  | Bari             | Bari             | 2                |             |   |                  |                  |                  |          |   |            |            |             |             |   |        |        |        |  |
|  | Catania              | Catania              | 0                    |  |  |                  |                  |                  |             |   | Bari             | Bari             | 3                |          |   |            |            |             |             |   |        |        |        |  |
|  | Fiumana (0)          | Fiumana (0)          | 2                    |  |  |                  |                  | Liguria          | Liguria     | 0 |                  |                  |                  |          |   |            |            |             |             |   |        |        |        |  |
|  | Liguria (0)          | Liguria (0)          | 4                    |  |  | Liguria          | Liguria          | 2                |             |   |                  |                  |                  |          |   |            |            |             |             |   |        |        |        |  |
|  | Bologna              | Bologna              | 3                    |  |  | Bologna          | Bologna          | 1                |             |   |                  |                  |                  |          |   |            |            |             |             |   |        |        |        |  |
|  | Livorno              | Livorno              | 1                    |  |  |                  |                  |                  |             |   |                  |                  |                  |          |   |            |            |             |             |   |        |        |        |  |

### Sedicesimi di finale
In questo turno entrarono anche le 16 squadre di Serie A.
| Arbitro: | Scarpi (Dolo) |

|  |           |                            |
|  | Marcatori | 47’ Pasinati 75’ Boniforti |

| Arbitro: | Forni (Trento) |

|                                              |           |             |
| Penzo 2’, 14’, 38’, 73’ Antona 20’, 30’, 53’ | Marcatori | 39’ Pantani |

| Arbitro: | Bertolio (Torino) |

|              |           |                     |
| Tosolini 46’ | Marcatori | 87’ Baldo 95’ Piola |

| Arbitro: | Albanese (Taranto) |

|                                         |           |                         |
| Morlupi 12’ Compagnucci 36’ Baldoni 57’ | Marcatori | 63’ Rossi 68’ Salvadori |

| Arbitro: | Nicolini (Ancona) |

|                                         |           |              |
| Amadei 2’, 34’, 68’ Pantó 60’, 85’, 88’ | Marcatori | 29’ Ulivieri |

| Arbitro: | Pirovano (Monza) |

|  |           |                         |
|  | Marcatori | 14’, 56’ Gabetto 18’ Bo |

| Arbitro: | Camiolo (Milano) |

|                                              |           |                  |
| Pugliese 37’ (aut.) Gei 38’, 72’ Moretti 61’ | Marcatori | 6’, 28’ Peresson |

| Arbitro: | Zelocchi (Modena) |

|               |           |                        |
| Guarnieri 72’ | Marcatori | 63’ Borsetti 81’ Capri |

| Arbitro: | Coletti (Treviso) |

|            |           |                                    |
| Varoli 15’ | Marcatori | 46’ Sentimenti 58’ Notti 65’ Bazan |

| Arbitro: | Ghetti (Modena) |

|                      |           |             |
| De Filippis 56’, 65’ | Marcatori | 29’ Cavazza |

| Arbitro: | Tonnetti (Roma) |

|                     |           |                              |
| Scavazza 77’ (rig.) | Marcatori | 10’, 70’ Quario 11’ Venditto |

| Arbitro: | Galeati (Bologna) |

|                 |           |                |
| De Stefanis 56’ | Marcatori | 26’, 118’ Neri |

| Arbitro: | Dellarole (Vercelli) |

|                                               |           |                                |
| Solbiati 20’, 62’ Gambini 22’, 65’ Romano 46’ | Marcatori | 40’, 49’, 75’ (rig.) Vaschetto |

| Arbitro: | Biancone (Roma) |

|                 |           |  |
| Dugini 57’, 70’ | Marcatori |  |

| Arbitro: | Moretti (Genova) |

|                               |           |           |
| Andreolo 13’, 71’ Toscani 49’ | Marcatori | 53’ Viani |

| Fiume 28 dicembre 1939 Sedicesimi di finale | Fiumana           | 0 – 0 (d.t.s.) referto | Liguria | Stadio Comunale del Littorio\| Arbitro: \| Galeati (Bologna) \| |
| Arbitro:                                    | Galeati (Bologna) |                        |         |                                                                 |

| Arbitro: | Garzena (Voghera) |

|                                             |           |                               |
| Loik 8’ (aut.) Stella 44’ Riccardi 47’, 53’ | Marcatori | 22’ Quaresima 60’ (rig.) Volk |

#### Tabella riassuntiva
| Squadra 1           | Risultato     | Squadra 2        |
| ------------------- | ------------- | ---------------- |
| 24 dicembre 1939    |               |                  |
| Novara              | 0 - 2         | Milano           |
| Fiorentina          | 7 - 1         | Manlio Cavagnaro |
| Triestina           | 1 - 2 (dts)   | Lazio            |
| Macerata            | 3 - 2         | Vicenza          |
| Roma                | 6 - 1         | Pontedera        |
| Biellese            | 0 - 3         | Juventus         |
| Brescia             | 4 - 2         | Siracusa         |
| Ambrosiana-Inter    | 1 - 2         | Torino           |
| Anconitana-Bianchi  | 1 - 3         | Modena           |
| Venezia (1907-1987) | 2 - 1         | Varese           |
| Savoia              | 1 - 3         | Napoli           |
| Reggiana            | 1 - 2 (dts)   | Genova 1893      |
| Siena               | 5 - 3         | Savona           |
| Bari                | 2 - 0         | Catania          |
| Bologna             | 3 - 1         | Livorno          |
| 28 dicembre 1939    |               |                  |
| Fiumana             | 0 - 0 * (dts) | Liguria          |
| 4 gennaio 1940      |               |                  |
| Liguria             | 4 - 2         | Fiumana          |

* L'incontro previsto per il 24 dicembre 1939 fu sospeso dall'arbitro Bonivento di Venezia, al 3' del secondo tempo supplementare, per sopraggiunta oscurità sul risultato di 1-1(reti di Lazzaretti al 7' per il Liguria e Quaresima al 12' per la Fiumana).

### Ottavi di finale
| Arbitro: | Mattea (Torino) |

|               |           |            |
| Buscaglia 17’ | Marcatori | 30’ Antona |

| Arbitro: | Viarengo (Asti) |

|                          |           |  |
| Barrera 23’ Camolese 66’ | Marcatori |  |

| Arbitro: | Soliani (Genova) |

|                                   |           |            |
| Borel 22’ (rig.), 31’ Gabetto 58’ | Marcatori | 27’ Donati |

| Arbitro: | Scorzoni (Bologna) |

|                           |           |           |
| Moretti 68’ Dusi 82’, 84’ | Marcatori | 62’ Capri |

| Arbitro: | Galeati (Bologna) |

|                                |           |             |
| Banfi 6’ Bazan 12’ Magotti 85’ | Marcatori | 40’ Mazzola |

| Arbitro: | Cardinali (Milano) |

|  |           |                                 |
|  | Marcatori | 25’ (aut.) Erbinovi 90’ Carlini |

| Arbitro: | Salvatori (Roma) |

|                        |           |            |
| Spinola 28’ Stella 47’ | Marcatori | 4’ Biavati |

| Arbitro: | Galeati (Bologna) |

|  |           |             |
|  | Marcatori | 65’ Gabardo |

| Arbitro: | Scorzoni (Bologna) |

|                                                     |           |  |
| Morisco 43’ Celoria 48’ Baldini 60’, 70’ Antona 89’ | Marcatori |  |

#### Tabella riassuntiva
| Squadra 1      | Risultato   | Squadra 2   |
| -------------- | ----------- | ----------- |
| 7 aprile 1940  |             |             |
| Milano         | 1 - 1 (dts) | Fiorentina  |
| Lazio          | 2 - 0       | Macerata    |
| Juventus       | 3 - 1       | Roma        |
| Brescia        | 3 - 1       | Torino      |
| Modena         | 3 - 1       | Venezia     |
| Siena          | 0 - 2       | Bari        |
| Liguria        | 2 - 1       | Bologna     |
| Napoli         | 0 - 1       | Genova 1893 |
| 13 aprile 1940 |             |             |
| Fiorentina     | 5 - 0       | Milano      |

### Quarti di finale
| Arbitro: | Zelocchi (Modena) |

|                                          |           |               |
| Celoria 12’ Baldini 35’, 78’ Morisco 50’ | Marcatori | 31’ Vettraino |

| Arbitro: | Galeati (Bologna) |

|                                |           |  |
| Capocasale 13’, 81’ Parola 60’ | Marcatori |  |

| Arbitro: | Scarpi (Dolo) |

|            |           |                  |
| Zironi 94’ | Marcatori | 91’, 98’ Bertoni |

| Arbitro: | Biancone (Roma) |

|                             |           |  |
| Begnini 9’, 70’ Arienti 72’ | Marcatori |  |

#### Tabella riassuntiva
| Squadra 1      | Risultato   | Squadra 2   |
| -------------- | ----------- | ----------- |
| 28 aprile 1940 |             |             |
| Fiorentina     | 4 - 1       | Lazio       |
| Juventus       | 3 - 0       | Brescia     |
| Modena         | 1 - 2 (dts) | Genova 1893 |
| Bari           | 3 - 0       | Liguria     |

### Semifinali
| Arbitro: | Barlassina (Novara) |

|                              |           |  |
| Celoria 61’, 77’ Baldini 81’ | Marcatori |  |

| Arbitro: | Scorzoni (Bologna) |

|                        |           |  |
| Neri 48’ Garibaldi 75’ | Marcatori |  |

#### Tabella riassuntiva
| Squadra 1     | Risultato | Squadra 2 |
| ------------- | --------- | --------- |
| 9 giugno 1940 |           |           |
| Fiorentina    | 3 - 0     | Juventus  |
| Genova 1893   | 2 - 0     | Bari      |

## Finale
| Arbitro: | Barlassina (Novara) |

| |            | |
| Celoria 26’ | Marcatori  | |
| Luigi Griffanti Giorgio Da Costa Carlo Piccardi Giacinto Ellena Giuseppe Bigogno Gipo Poggi Romeo Menti Arrigo Morselli (c) Mario Celoria Giuseppe Baldini Giuliano Tagliasacchi | Formazioni | Carlo Ceresoli Sergio Marchi Michele Borelli Mario Genta Vittorio Sardelli Giorgio Michelini Giacomo Neri Bruno Arcari Sergio Bertoni Elisio Gabardo Tomás Garibaldi |
| Giuseppe Galluzzi | Allenatori | William Garbutt |

### Tabella riassuntiva
| Squadra 1  | Risultato | Squadra 2 |
| ---------- | --------- | --------- |
| Fiorentina | 1 - 0     | Genoa     |

## Record
- Maggior numero di partite giocate: Macerata (7)
- Maggior numero di vittorie: Fiorentina, Macerata (5)
- Maggior numero di vittorie in trasferta: Genova 1893 (3)
- Miglior attacco: Fiorentina (21)
- Peggior attacco:
- Miglior difesa:
- Peggior difesa:
- Miglior differenza reti:
- Peggior differenza reti:
- Partita con maggiore scarto di reti: Cagliari - GIL Terranova 9 - 0 (9)
- Partita con più reti: Orbetello - MATER 2 - 7, Cagliari - GIL Terranova 9 - 0, Biellese - Pro Vercelli 5 - 4 (9)
- Partita con più spettatori:
- Partita con meno spettatori:
- Totale spettatori e (media partita):
- Totale gol segnati: 608
- Media gol partita: 3,6
- Incontri disputati: 170

## Classifica marcatori
| Gol | Rigori |  | Giocatore          | Squadra    |
| --- | ------ |  | ------------------ | ---------- |
| 8   |        |  | Italo Salvadori    | Vicenza    |
| 6   | 1      |  | Enrico Grazioli    | Brescia    |
| 5   |        |  | Piero Antona       | Fiorentina |
| 5   |        |  | Giuseppe Baldini   | Fiorentina |
| 5   |        |  | Virginio Cavalleri | Fiumana    |
| 5   |        |  | Mario Celoria      | Fiorentina |
| 5   |        |  | Giuseppe Chiesa    | Vicenza    |
| 5   |        |  | Luciano Degara     | Biellese   |
| 5   |        |  | Rambaldi           | Prato      |
| 5   |        |  | Otello Trombetta   | MATER      |
| 5   |        |  | Rodolfo Volk       | Fiumana    |